# Downtown Brooklyn
Downtown Brooklyn es el tercer distrito comercial central más grande de la ciudad de Nueva York, Estados Unidos (después de Midtown Manhattan y Lower Manhattan), y está ubicado en la sección noroeste del distrito de Brooklyn. El vecindario es conocido por sus edificios residenciales y de oficinas, como Williamsburgh Savings Bank Tower y el complejo de oficinas MetroTech Center.
Desde la rezonificación de Downtown Brooklyn en 2004, la zona ha experimentado una transformación, con nueve mil millones de dólares de inversión privada y 300 millones de dólares en mejoras públicas en marcha. El barrio se está convirtiendo cada vez más en un centro educativo, sobre todo desde que en 2017 la Universidad de Nueva York anunció que invertiría más de 500 millones de dólares en renovar y expandir la Escuela de Ingeniería NYU Tandon y el campus que la rodea en Downtown Brooklyn.
Downtown Brooklyn forma parte del distrito 2 de la comunidad de Brooklyn y sus códigos postales principales son 11201 y 11217. Es patrullado por el Recinto 84 del Departamento de Policía de la Ciudad de Nueva York.

## Historia

### Desarrollo temprano

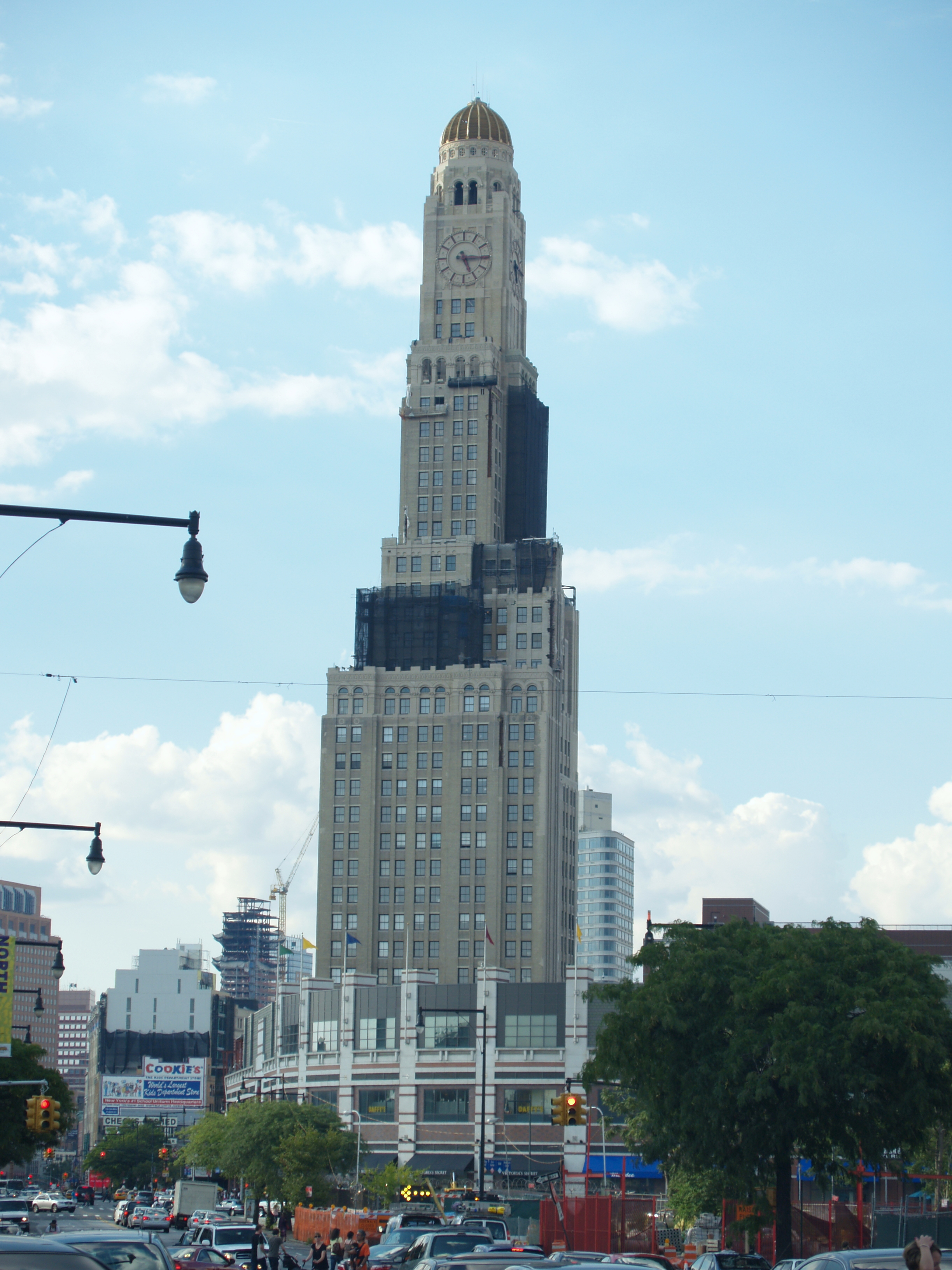
La Williamsburgh Savings Bank Tower, un símbolo destacado de Downtown Brooklyn

La zona estuvo habitada en un principio por los nativos lenape, hasta el siglo XVII. El área cercana a Wallabout Bay se llamaba Rinnegokonk. En ese momento llegaron los holandeses, se hicieron con el control de la tierra y la llamaron Breuckelen. Los indios vendieron el área frente al mar a Joris Jansen Rapelje, quien usó la tierra con fines agrícolas. Hasta 1814, Downtown Brooklyn y Brooklyn Heights permanecieron escasamente poblados. El nuevo transbordador de vapor de Robert Fulton comenzó a ofrecer una opción de viaje fácil hacia y desde Lower Manhattan. Convirtió a Brooklyn Heights en el primer suburbio de Manhattan y puso a Downtown Brooklyn en camino de convertirse en un centro comercial y en el corazón de la ciudad de Brooklyn.
En la ciudad vivían muchos abolicionistas prominentes en un momento en que la mayor parte de Nueva York era indiferente a la esclavitud. Muchas iglesias de Brooklyn se agitaron contra la legalización de la esclavitud en las décadas de 1850 y 1860 y algunas actuaron como refugios que formaban parte del movimiento del Ferrocarril Subterráneo. Walt Whitman fue despedido de su trabajo como reportero en el Brooklyn Eagle debido a su apoyo a la Enmienda Wilmot cuando vivía en las avenidas Willoughby y Myrtle. Se creía que en un grupo de edificios de la calle Duffield, en los números 223, 225, 227, 231, 233 y 235, así como en la Iglesia Episcopal Metodista Wesleyana Africana, ubicada en MetroTech Center, se encontraban casas de seguridad para los esclavos fugitivos.
El crecimiento del puerto de Nueva York a mediados del siglo XIX hizo que el transporte marítimo se extendiera a la ciudad de Brooklyn; muchos edificios que ahora se utilizan para otros fines se construyeron como almacenes y fábricas. La fabricación se intensificó con la construcción de los puentes de Brooklyn y Manhattan; los edificios de esa época incluyen el edificio Sperry Gyroscope Company de 1915, ahora conocido como el Edificio Howard de la Facultad de Tecnología de la Ciudad de Nueva York. La infraestructura nueva y extensa sirvió a los tranvías del puente de Brooklyn.

### SigloXX

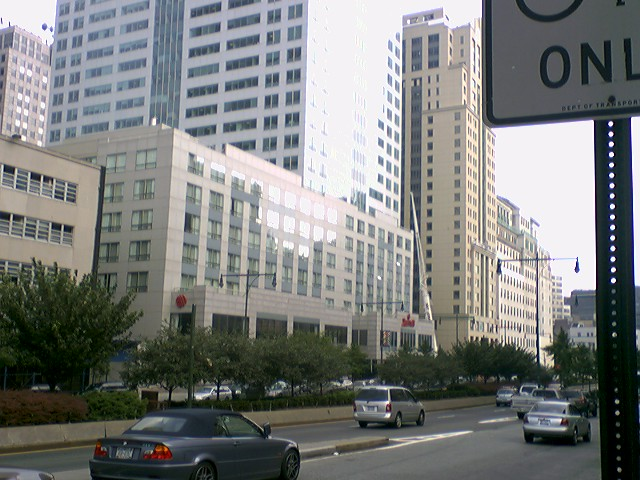
Adams Street/Brooklyn Bridge Boulevard, un importante corredor de Downtown Brooklyn

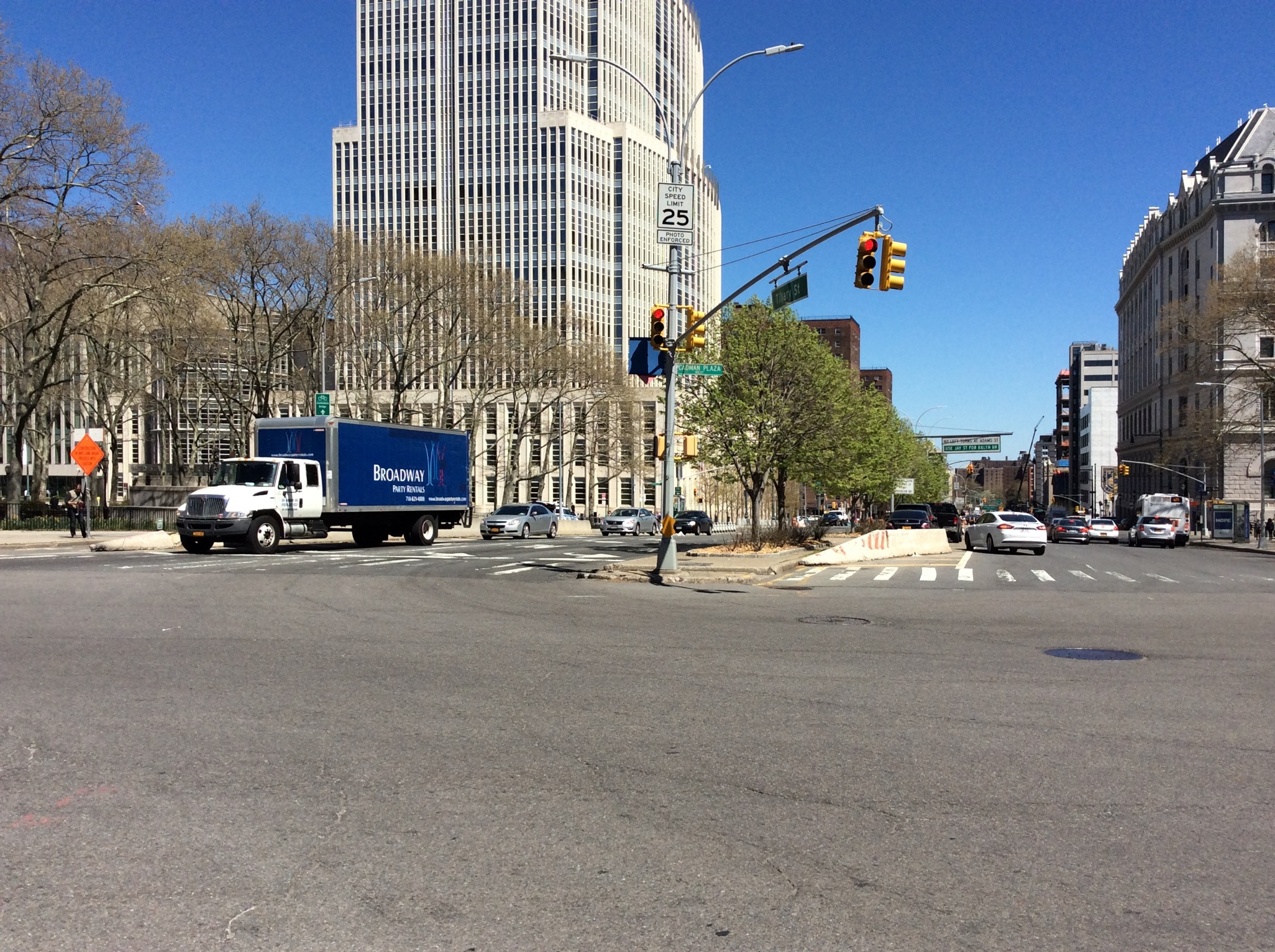
Tillary Street, otro corredor importante

Tras la Segunda Guerra Mundial, la Comisión de Planificación de la Ciudad, junto con la Oficina del Presidente del Municipio, presentó y adoptó un Plan Maestro para el Centro Cívico, que incluía un ambicioso programa de mejoras públicas. El programa incluyó planes para nuevos edificios para las agencias de la Ciudad y el Estado, la ampliación significativa de calles y la construcción de viviendas importantes en áreas adyacentes. Un estudio realizado ocho años después resaltó el progreso realizado, enfatizando la ampliación de Adams Street (y más tarde de Boerum Place), que creó un acceso largo y amplio a Downtown Brooklyn desde un puente de Brooklyn modernizado.
A fines de la década de 1960, los patrones de decadencia que afectaron gran parte de las zonas urbanas de Estados Unidos iniciaron la preocupación por proteger el distrito comercial central del municipio del deterioro. En 1971 se inauguró una torre de oficinas de 23 pisos con financiamiento privado en Boerum Place y Livingston Street y el crecimiento anticipado de la Academia de Música de Brooklyn (BAM) superó las expectativas.
Después de sufrir con el resto de Nueva York la crisis fiscal de mediados de la década de 1970, el presidente del condado, Howard Golden, elegido por primera vez en 1977, avanzó con un programa de desarrollo económico más agresivo para revitalizar Downtown Brooklyn. Identificó la necesidad de una mayor equidad en la asignación de recursos entre Manhattan y los demás distritos de la ciudad. Un momento importante en la historia de Downtown Brooklyn llegó en 1983 con la publicación de un informe de la Asociación del Plan Regional para el área. Según el documento, Downtown Brooklyn podría convertirse en el tercer distrito comercial más grande de la ciudad debido a su proximidad con el Bajo Manhattan (más cerca en metro que Midtown). También podría servir como una ubicación privilegiada para industrias de alta tecnología y viviendas nuevas a precio de mercado. El distrito histórico de State Street Houses se incluyó en el Registro Nacional de Lugares Históricos en 1980.

### Rezonificación
Históricamente, Downtown Brooklyn fue principalmente un centro comercial y cívico, con relativamente poco desarrollo residencial. La vivienda incluía algunos edificios de apartamentos en Livingston Street y siete edificios de 15 pisos que conforman el desarrollo cooperativo Concord Village de más de 1000 unidades en Adams Street, en los límites de Brooklyn Heights y Dumbo.

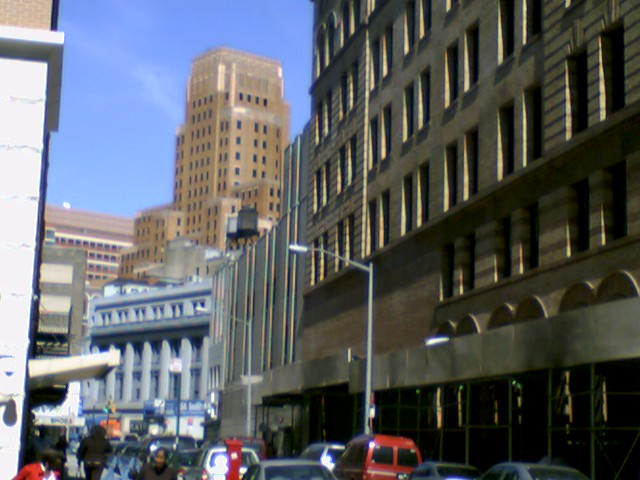
La calle Lawrence en Downtown Brooklyn

Desde la rezonificación de partes de Downtown Brooklyn en 2004 para permitir un desarrollo residencial más denso, el área ha visto la llegada de nuevas torres de condominios, casas adosadas y conversiones de oficinas. Un artículo del New York Sun del 7 de noviembre de 2007 informa sobre la llegada de Downtown Brooklyn como una comunidad 24/7, estimando que 35 000 residentes llegarán al área en los próximos cinco años. En enero de 2008, los residentes comenzaron a mudarse a los nuevos edificios residenciales, según un artículo del New York Sun.
El Departamento de Planificación Urbana de la Ciudad de Nueva York aprobó otra rezonificación significativa para partes de Downtown Brooklyn, incluida la zona del centro comercial Fulton Mall, que resultó en una expansión significativa del espacio de oficinas y comercios minoristas en la planta baja, como los de City Point. La rezonificación consiste en "cambios en el mapa de zonificación y en el texto de zonificación, nuevos espacios públicos abiertos, mejoras para peatones y tránsito, renovación urbana, [y] mapas de calles". La iniciativa de Planificación de la Ciudad también busca mejorar las conexiones entre el Centro y los vecindarios adyacentes de Cobble Hill, Boerum Hill y Fort Greene.
A marzo de 2012, la rezonificación de Downtown Brooklyn había provocado la gentrificación en los barrios cercanos. Se crearon viviendas asequibles en el área después de la rezonificación de 2004, con 420 unidades asequibles en 2014. El aumento de viviendas también tuvo efectos positivos en otros aspectos de la economía de Downtown Brooklyn, con ingresos para la industria hotelera del área que se triplicaron desde 2004.
Sin embargo, parte de esta gentrificación fue controvertida. En 2007, el gobierno de la ciudad iba a adquirir las casas en los números 223–235 de Duffield Street, a través de un dominio eminente, para luego demoler las casas y reemplazarlas con quinientas nuevas habitaciones de hotel, mil unidades de viviendas de ingresos mixtos, más de 46 451 m² de espacio comercial, y al menos 11 612 m² de espacio nuevo para oficinas en el área; sin embargo, solo el 231 de Duffield Street fue reemplazado por un hotel. Aun así, esto hizo que los historiadores protestaran por la demolición planificada de las casas históricas debido a su importancia para los abolicionistas durante la Guerra de Secesión.

## Estructuras

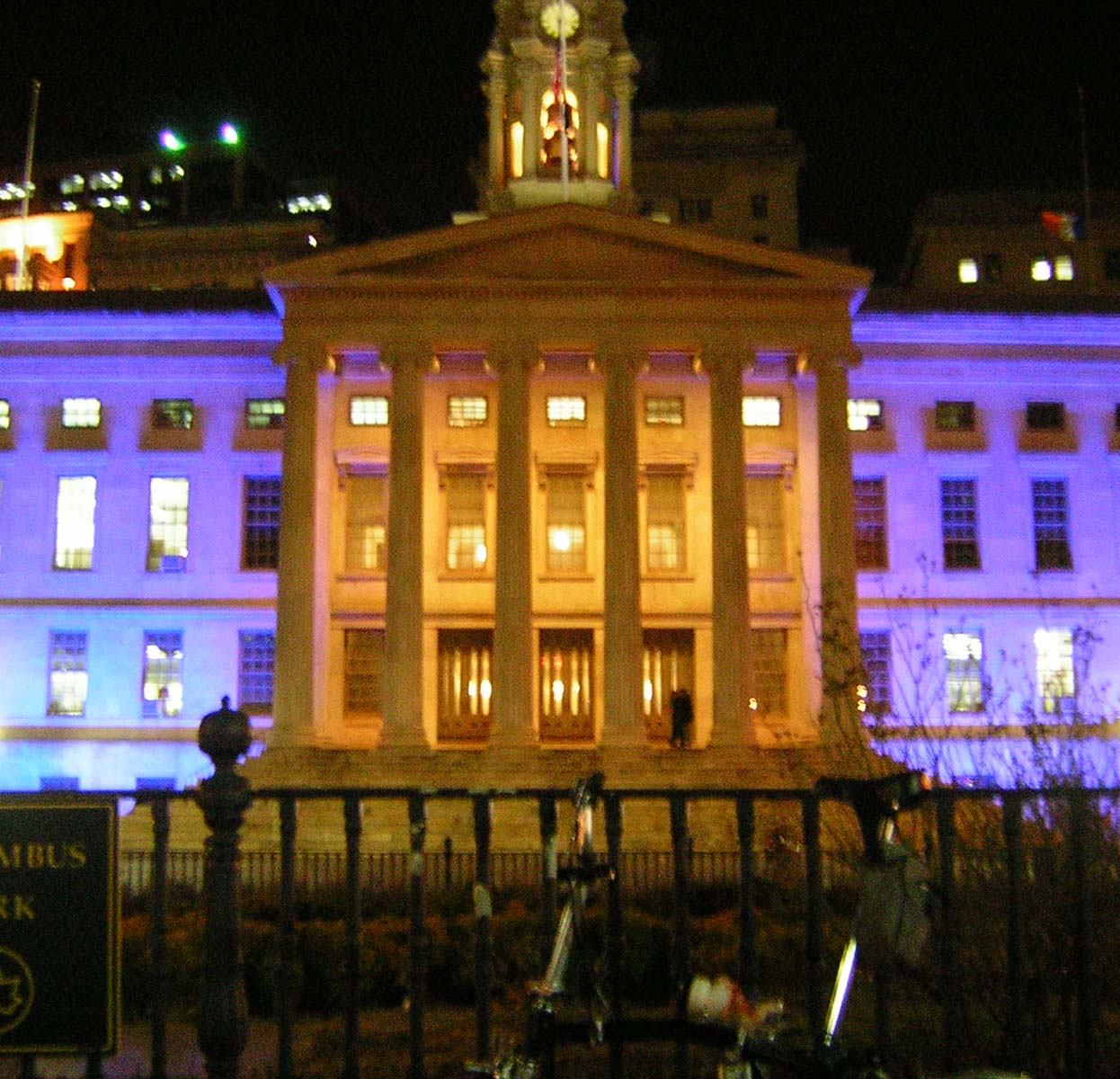
Brooklyn Borough Hall con iluminación navideña

El Downtown Brooklyn es el centro cívico y comercial de la antigua ciudad de Brooklyn, que en 2010 tenía 2,6 millones de habitantes. Junto a los vecindarios inmediatamente adyacentes, el área abarca el Brooklyn Borough Hall, el Brooklyn Municipal Building, el juzgado del estado de Nueva York del condado de Kings y el Palacio de Justicia de los Estados Unidos Theodore Roosevelt del Distrito Este de Nueva York. Cuenta con las siguientes escuelas: Brooklyn Technical High School (una de las nueve escuelas secundarias especializadas selectivas de la ciudad), Brooklyn Friends School, Bishop Loughlin Memorial High School, St. Francis College, St. Joseph's College, Brooklyn Law School, Tandon School de la Universidad de Nueva York, el Centro para la Ciencia y el Progreso Urbano, el Colegio de Tecnología de la Ciudad de Nueva York y el campus de Brooklyn de la Universidad de Long Island. Entre otras atracciones del barrio, pueden mencionarse el Fulton Mall, la Academia de Música de Brooklyn, el Museo de Tránsito de Nueva York y el Barclays Center.
Tres días a la semana, el Borough Hall Greenmarket, que ofrece productos frescos de agricultores locales, opera en la plaza frente a Borough Hall. Anteriormente llamada Supreme Court Plaza, la ubicación pasó a llamarse Columbus Park en 1986.

### Puntos de interés
MetroTech Center, un centro empresarial y educativo, se encuentra entre Flatbush Avenue y Jay Street, sobre la estación de metro Calle Jay–MetroTech, al norte del Fulton Street Mall y al sur de la concurrida calle Tillary.
La ubicación original de Junior's, fundada por Harry Rosen en 1950. El edificio, en la esquina de la avenida DeKalb y la avenida Extensión de Flatbush, tiene 1579 m² de menús a rayas rojas y blancas, letreros adornados con flashes, cabinas de color óxido y una barra de madera. Un santuario del Brooklyn de antaño, se ha convertido en una visita obligada para los políticos, desde los presidentes de los condados hasta el presidente Barack Obama, quien compró dos pasteles de queso y un par de galletas en blanco y negro durante una visita en octubre de 2013 con Bill de Blasio.
9 DeKalb Avenue, un rascacielos residencial actualmente en construcción adyacente al Dime Savings Bank of New York. Una vez terminado, se convertirá en el primer edificio superalto de Brooklyn y la estructura más alta de la ciudad de Nueva York fuera de Manhattan.
Cadman Plaza Park, llamado así por el prominente clérigo protestante liberal con sede en Brooklyn S. Parkes Cadman, ofrece 40 469 m² de espacio verde en el vecindario, y fue renovado recientemente por el Departamento de Parques de la Ciudad de Nueva York. Estos y otros parques forman un largo centro comercial desde Borough Hall hasta el puente de Brooklyn. También se planea un nuevo parque para la zona, conocido como Willoughby Square Park.

## Bridge Plaza
En la esquina noreste de Downtown Brooklyn se encuentra Bridge Plaza, delimitada por Flatbush Avenue Extension y Manhattan Bridge al oeste, la calle Tillary al sur y la Autopista Brooklyn-Queens (BQE) al norte y al este. El término RAMBO es un acrónimo reciente, que abrevia Right Around The Manhattan Bridge Overpass, y que se aplica a veces a la zona, comparándola con DUMBO. El vecindario estuvo conectado con Vinegar Hill hasta la década de 1950, cuando la construcción del BQE lo aisló efectivamente de las áreas circundantes.

## Correos y códigos postales

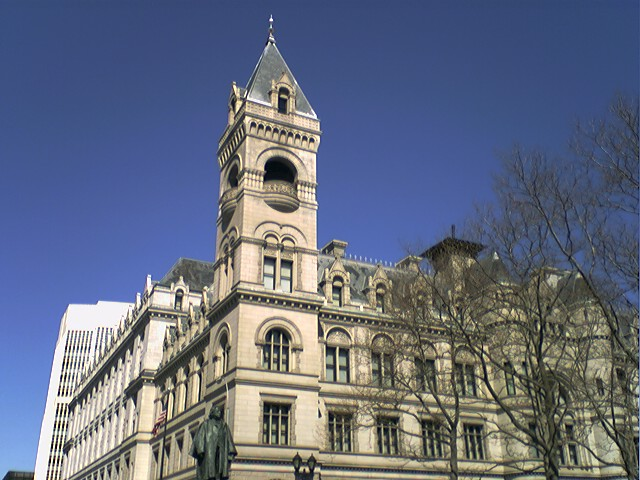
Oficina General de Correos y Edificio de Oficinas Federales (NRHP)

Downtown Brooklyn cuenta con dos códigos postales: 11201 al norte de la avenida DeKalb y 11217 al sur de esta. El Servicio Postal de los Estados Unidos opera la Oficina Postal Principal de Brooklyn en 271 Cadman Plaza East.

## Transporte

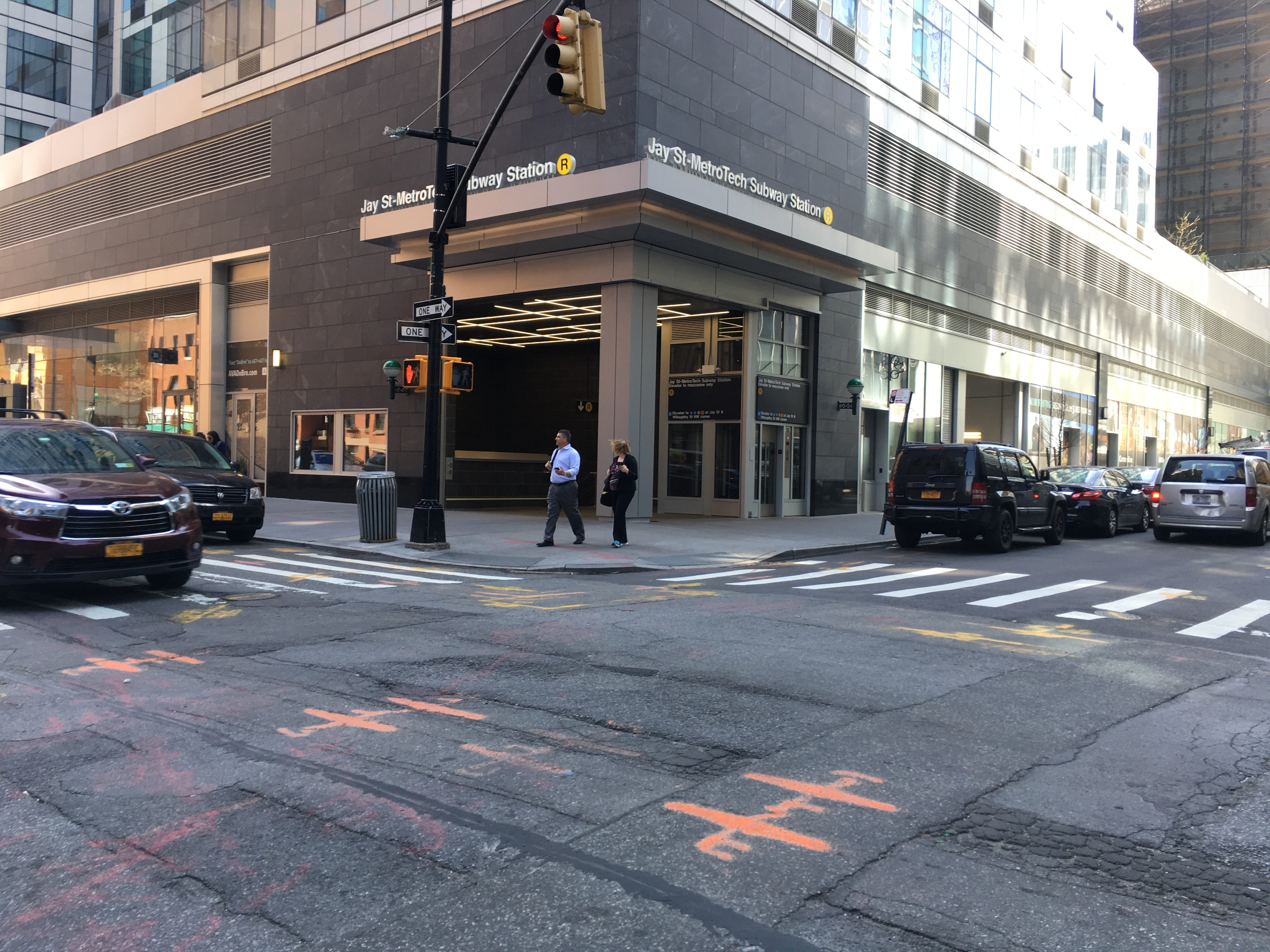
Entrada de la estación Jay Street–MetroTech en el edificio AVA DoBro

Downtown Brooklyn está conectado con Manhattan por los puentes de Brooklyn y Manhattan.
El vecindario tiene una amplia accesibilidad al transporte público; cuenta con el Metro de Nueva York y muchas líneas de autobús. Todas menos una línea troncal de Manhattan en el Lower Manhattan tienen una conexión directa con Downtown Brooklyn. De sur a norte, la línea IRT Lexington Avenue Line (trenes 4 y 5) a través del túnel de la calle Joralemon, las líneas BMT Broadway y BMT Nassau Street (trenes N, R y W) a través del túnel de la calle Montague, la Línea de la Séptima Avenida-Broadway (trenes 2 y 3) a través del túnel de Clark Street y la Línea de la Octava Avenida (trenes A y C) a través del túnel de Cranberry Street proporcionan ese servicio. Un poco más al norte, el puente de Manhattan (trenes B, D, N y Q) y Rutgers Street Tunnel (trenes F y <F>) también alimentan los trenes subterráneos desde el Lower East Side hasta Downtown Brooklyn.
Las principales estaciones del barrio son:
- Calle Jay–MetroTech (trenes A, C, F, <F>, N, R y W)
- Court Street–Borough Hall (trenes 2, 3, 4, 5, N, R y W)
- Avenida DeKalb (trenes B, D, N, Q, R y W)
- Calles Hoyt-Schermerhorn (trenes A, C y G)
- Calle Nevins (trenes 2, 3, 4 y 5)
- Atlantic Avenue-Barclays Center (trenes 2, 3, 4, 5, B, D, N, Q, R y W)

Un proyecto de capital de 130 millones de dólares para conectar Lawrence Street–MetroTech (N) y Jay Street–Borough Hall (trenes A, C, F y <F>), que también incluyó la renovación de ambas estaciones, se completó el 10 de diciembre de 2010. Cuenta con un corredor subterráneo en Willoughby Street que conecta ambas estaciones, que incluye nuevas escaleras mecánicas y ascensores de acceso a Lawrence Street.
El Ferrocarril de Long Island se detiene en la Terminal Atlantic, ubicada en la intersección de las avenidas Atlantic y Flatbush.

## Educación
Las escuelas públicas son operadas por el Departamento de Educación de la Ciudad de Nueva York.
En 2021, la escuela privada German School of Brooklyn trasladó todos los niveles a su sede permanente en el número 9 de Hanover Place, en Downtown Brooklyn.